# Reprezentacja Filipin w rugby 7 mężczyzn
Reprezentacja Filipin w rugby 7 mężczyzn – zespół rugby 7, biorący udział w imieniu Filipin w meczach i sportowych imprezach międzynarodowych, powoływany przez selekcjonera, w którym mogą występować wyłącznie zawodnicy posiadający obywatelstwo tego kraju, mieszkający w nim, bądź kwalifikujący się ze względu na pochodzenie rodziców lub dziadków. Za jego funkcjonowanie odpowiedzialny jest Philippine Rugby Football Union, członek World Rugby oraz Asia Rugby.
Drużyna niespodziewanie zajęła drugie miejsce w turnieju rugby 7 na Igrzyskach Azji Południowo-Wschodniej 2007. W listopadzie 2012 roku w azjatyckich eliminacjach uzyskała awans na 2013 Rugby World Cup Sevens, zostając pierwszą w historii filipińską reprezentacją, która zakwalifikowała się na turniej o randzie mistrzostw świata. Do tego sukcesu doprowadził Filipińczyków Al Caravelli, były trener reprezentacji USA.

## Turnieje

### Udział wPucharze Świata
| Rok  | Wynik                    | Źródło |
| ---- | ------------------------ | ------ |
| 1993 | –                        |        |
| 1997 | –                        |        |
| 2001 | –                        |        |
| 2005 | –                        |        |
| 2009 | –                        |        |
| 2013 | 21–24 (ćwierćfinał Bowl) |        |
| 2018 | –                        |        |

### Udział wmistrzostwach Azji
| Rok  | Wynik | Źródło |
| ---- | ----- | ------ |
| 2009 | 9.    |        |
| 2010 | 10.   |        |
| 2011 | 3.    |        |
| 2012 | 7.    |        |
| 2013 | 5.    |        |
| 2014 | 6.    |        |
| 2015 | 9.    |        |
| 2016 | –     |        |
| 2017 | 6.    |        |
| 2018 | 3.    |        |
| 2019 | 6.    |        |
| 2021 | 8.    |        |

### Udział wigrzyskach azjatyckich
| Rok  | Wynik |
| ---- | ----- |
| 1998 | –     |
| 2002 | –     |
| 2006 | –     |
| 2010 | –     |
| 2014 | 5.    |
| 2018 | –     |

### Udział wigrzyskach Azji Południowo-Wschodniej
| Rok  | Wynik | Źródło |
| ---- | ----- | ------ |
| 2007 | 2.    |        |
| 2015 | 1.    |        |
| 2017 | 4.    |        |